# Pawenus orthopterae
Pawenus orthopterae är en stekelart som beskrevs av John S. Noyes och Woolley 1994. Pawenus orthopterae ingår i släktet Pawenus och familjen sköldlussteklar. Inga underarter finns listade i Catalogue of Life.